# Ghost Town Live
Ghost Town Live – koncertowy album brytyjskiego zespołu "drugiej fali ska" The Specials. Jest zapisem koncertu  z 8 lipca 1995 roku na Montreux Jazz Festival. Ukazał się w 28 września 1999 roku nakładem Receiver Records Limited. Producentem płyty był Roger Lomas.

## Lista utworów
1. "(Dawning of A) New Era" - 2:30
2. "Do the Dog" - 2:07
3. "Rat Race" - 3:17
4. "It's Up to You" - 3:22
5. "Man at C&A" - 3:04
6. "Hey, Little Rich Girl" - 3:40
7. "Wear You to the Ball" - 4:08
8. "Rude Boys Outta Jail" - 2:42
9. "Do Nothing" - 3:37
10. "Pressure Drop" - 3:55 (Toots Hibbert)
11. "Doesn't Make It Alright" - 3:35
12. "Stupid Marriage" - 6:47
13. "Enjoy Yourself (It's Later Than You Think)" - 3:23
14. "Too Much Too Young" - 3:04
15. "A Message to You Rudy" - 2:42
16. "Concrete Jungle" - 3:02
17. "Gangsters" - 3:47
18. "Too Hot" - 3:04
19. "Monkey Man" - 2:28
20. "The Farmyard Connection" - 2:38
21. "Ghost Town" - 6:50
22. "I'm a Disaster"
23. "Game Freak"
24. "Tentacles"
25. "Monster"

## Muzycy
- Neville Staple - wokal
- Roddy Radiation -gitara, wokal
- Lynval Golding - gitara, wokal
- Horace Panter - bas
- Mark Adams - klawisze
- Adam Birch - puzon
- Aitch Benbridge - perkusja